# Хмелев (Мінський повіт)
Хмелев (пол. Chmielew) — село в Польщі, у гміні Мінськ-Мазовецький Мінського повіту Мазовецького воєводства.
Населення — 204 особи (2011).
У 1975-1998 роках село належало до Седлецького воєводства.

## Демографія
Демографічна структура станом на 31 березня 2011 року:
|          | Загалом | Допрацездатний вік | Працездатний вік | Постпрацездатний вік |
| -------- | ------- | ------------------ | ---------------- | -------------------- |
| Чоловіки | 104     | 20                 | 73               | 11                   |
| Жінки    | 100     | 16                 | 57               | 27                   |
| Разом    | 204     | 36                 | 130              | 38                   |